# André Barros
André Barros (* 26. Oktober 1984 in Marinha Grande) ist ein portugiesischer Musiker und Komponist. Er ist Pianist und musikalisch zwischen Post-Rock, Jazz und Neoklassik anzusiedeln, international aber eher als Filmkomponist des Independent-Films bekannt.

## Leben
Nach Abschluss seines Jurastudiums begann er im Sommer 2006 Musik zu komponieren, ohne eine musikalische Vorbildung. 2010 erwarb er einen Abschluss in Musikproduktion an der Hochschule Escola Técnica de Imagem e Comunicação (heute Escola de Tecnologias Inovação e Criação, ETIC) in Lissabon. Im Rahmen seines Studiums absolvierte er ein dreimonatiges Praktikum im Sundlaugin-Studio der Gruppe Sigur Rós in Island.
2013 erschien sein Debütalbum Circustances als CD-Digipak bei Omnichord Records aus dem portugiesischen Leiria. Barros komponierte alle 12 Instrumental-Stücke des Albums und spielte alle Klavieraufnahmen selbst ein, begleitet von Gastmusizierenden an Geige, Akustikgitarre und Cello. Er nahm es in vier verschiedenen portugiesischen Studios auf, darunter noch bei der ETIC, und ließ es anschließend in den isländischen Sundlaugin-Studios mastern.
Die Musikkritik nahm das Album wohlwollend auf und bemerkte den gefühlvollen und oft melancholischen, meist ruhigen und poetischen Charakter seiner Kompositionen, die im Kopf des Hörers leicht Bilder entstehen lassen. Daraufhin wurde Barros eingeladen, Filmmusik für unabhängige und kleinere Filmproduktionen zu komponieren. 2013 erschienen seine ersten beiden Filmmusiken, zum einen für den kurzen Dokumentarfilm Wounds of Waziristan des unabhängigen Journalisten Madiha Tahir, zum anderen für den Kurzfilm Ruins Teaser des litauischen Filmschaffenden Vilius Petrikas.
2015 gewann Barros eine erste Auszeichnung als Filmkomponist, bei den February Awards des Los Angeles Independent Film Festivals für seine Musik für den US-amerikanischen Kurzfilm Our Father, mit Michael Gross in der Hauptrolle. Es folgten eine Vielzahl weiterer Filmmusiken, von denen einige ebenfalls bei internationalen Filmfestivals ausgezeichnet wurden.
Sein zweites Album erschien 2015 unter dem Titel Soundtracks Vol. 1, erneut bei Omnichord Records. Barros nahm hier einige seiner Filmtitel neu auf.
Für seinen Soundtrack für das US-Drama The Left Behind (2019) von Regisseur Oliver Salk erhielt Barros eine Vielzahl Auszeichnungen.
2016 veröffentlichte Barros In Between, sein drittes Album, nun beim portugiesischen Label Uguru, bei dem u. a. auch Rodrigo Leão veröffentlicht. Für das Werk arbeitete er erstmals mit Gesang, wofür er die isländische Singer-Songwriterin Myrra Rós gewann und mit ihr zwei Stücke in Island aufnahm, wo er insgesamt drei der elf Albumtitel aufnahm. Im gleichen Jahr wirkte er zudem als Gast bei Aufnahmen der portugiesischen Formation First Breath After Coma.
Livekonzerte gibt Barros eher unregelmäßig, darunter 2015 im Centro Cultural de Belém (CCB) oder auch 2018 in Sydney, mit dem Sydney Symphony Orchestra. 2016 spielte er im Vorprogramm zu Wim Mertens Konzerten am 6. November in der Casa da Música in Porto und am 7. November im CCB in Lissabon, im Rahmen des Misty Fest.
2019 wurde André Barros bei den 17. Independent Music Awards in New York in den Kategorien „Bester Independent-Werbesong“ und „Bester Song aus Film, Fernsehen oder Computerspiel“ nominiert, wo er am Ende mit seiner Musik für den poetischen US-Filmthriller Leda auch gewann.
Er verstärkte im Laufe der Zeit seine Tätigkeit als Filmkomponist und lieferte zudem Musik für Werbespots. Daneben veröffentlichte er weitere neue Alben, teils im Selbstverlag und nur digital, teils erneut beim Omnichord-Label, wo sein Vivid-Album (2021) in einer limitierten Auflage als Vinyl-LP erschien.

## Diskografie (Alben)
- 2013: Circustances (Omnichord Records)
- 2015: Soundtracks Vol. 1 (Omnichord Records)
- 2016: In Between (Uguru)
- 2017: Reasons (selbstveröffentlicht)
- 2020: Clairvoyance (selbstveröffentlicht)
- 2021: Vivid (Omnichord Records)
- 2023: Afloat, mit Tiago Ferreira (Omnichord Records)

Dazu steuerte André Barros Beiträge zu mehreren Compilationsamplern und Soundtrackveröffentlichungen bei.

## Filmografie
- 2023: House (Kurzfilm); Regie: Teresa D. Lee
- 2022: The New Abolitionists (Doku); Regie: Christina Zorich
- 2022: Don't Say My Name; Regie: Federico Segarra
- 2022: Without Me (Kurzfilm); Regie: Christopher Siaens
- 2022: Annabel Lee (Kurzfilm); Regie: Aaryn Osborne
- 2022: Finding Strength (Kurzfilm); Regie: Christopher Siaens, Julie A Stehouwer
- 2022: C'est ton choix (Kurzfilm); Regie: Christopher Siaens
- 2022: L'hiver le plus sombre (Kurzfilm); Regie: Christopher Siaens
- 2022: Dearest (Kurzfilm); Regie: Christopher Siaens
- 2022: Mental Illness: You Are Not Alone (Kurzfilm); Regie: Aaryn Osborne
- 2022: American Masters: Elsa Sjunneson (Kurzfilm); Regie: Cameron S. Mitchell
- 2021: Blue Diamond (Kurzfilm); Regie: Daeil Kim
- 2021: Festivals (Miniserie)
- 2021: Mon pire meilleur ami (Kurzfilm); Regie: Christopher Siaens
- 2021: My Heart Has Turned to Stone (Kurzfilm); Regie: Christopher Siaens
- 2021: Leda; Regie: Samuel Tressler IV / Samuel Grover
- 2021: Goat (Kurzfilm); Regie: Daeil Kim
- 2021: A Confrontation (Kurzfilm); Regie: Daeil Kim
- 2021: Lack of Consent Has No Dress Code (Kurzfilm); Regie: Erica Goldsmith
- 2020: Canswers (Doku); Regie: Breht Gardner
- 2020: For My Son (Kurzfilm); Regie: Christopher Siaens
- 2020: 450 euros con wifi (Kurzfilm); Regie: Gabriel Beitia
- 2019: Brin d'amour (Doku); Regie: Frederico Custódio
- 2019: Remember (Doku)
- 2019: In The Wind (Kurzfilm); Regie: Nakorn Chaisri
- 2019: Guilt (Kurzfilm); Regie: Christopher Siaens
- 2018: Festival of Tihar(Fernsehfilm); Regie: Jaswant Dev Shrestha
- 2018: The Sea of Hemingway (Doku, Kurzfilm, Video); Regie: Laura Lopez
- 2018: Intersection (Kurzfilm); Regie: Erik Trujillo
- 2018: Hola, me llamo Carla (Kurzfilm); Regie: Gabriel Beitia
- 2017: Herança (Doku); Regie: Flávio Cruz
- 2017: Sisterly (Kurzfilm); Regie: Nina Vallado
- 2017: Wild Things Run Free (Kurzfilm); Regie: Maria Sten
- 2016: The Here and Now (Fernsehfilm); Regie: Alexandra Christensson, Arleta Knottnerus
- 2016: Soul Cry (Kurzfilm); Regie: Margrét Asta
- 2016: When It Burns (Kurzfilm); Regie: Maria Sten
- 2015: The Left Behind; Regie: Oliver Salk
- 2014: Le jardin d'Ewald (Doku); Regie: Alexandra Pille
- 2014: Our Father (Kurzfilm); Regie: Linda Palmer
- 2014: Culture Clash (Doku); Regie: Jean-René Rinvil
- 2013: Wounds of Waziristan (Doku, Kurzfilm); Regie: Madiha Tahir
- 2013: Ruins Teaser (Kurzfilm); Regie: Vilius Petrikas

## Auszeichnungen
- Filmmusik für C'est ton choix (2022)
  - Best Original Score, Preis der Jury beim Tekka International Film Festival 2023 (Singapur)

- Filmmusik für The New Abolitionists (2022)
  - Auszeichnung Beste Musik Dokumentarfilm beim Culver City Film Festival 2020 (Culver City/Los Angeles, USA)

- Filmmusik für Festivals (2021):
  - Auszeichnung bei der Accolade Competition (Kalifornien, USA)
  - Nennung ehrenhalber bei der Best Shorts Competition (Kalifornien, USA)

- Filmmusik für Leda (2021)
  - Auszeichnung Best Song Used in Film/TV/Game Score bei den Independent Music Awards 2019 (New York City, USA)

- Filmmusik für Brin d'amour (2020)
  - Auszeichnung Best Original Score Feature Film beim Five Continents International Film Festival 2020 (Venezuela/online)

- Filmmusik für The Left Behind (2019)
  - LAIFF Summer Award 2020 Best Original Music Score (Los Angeles Independent Film Festival, USA)
  - LAIFF Spring Award 2020 Best Original Score (Los Angeles Independent Film Festival, USA)
  - Top Shorts Film Festival 2019 Best Score / Mejor banda sonora (USA)
  - Nennung ehrenhalber beim Chautauqua International Film Festival:CIFF 2019 (New York, USA)
  - Bronzener Preis Best original score bei den Independent Shorts Awards 2019 (Regal/Los Angeles, USA)
  - Goldener Preis Best original score / composition beim Queen Palm International Film Festival 2019 (Palm Springs, USA)
  - Auszeichnung Best Score beim Southeastern International Film Festival 2019 (Nashville, USA)

- Filmmusik Hola, me llamo Carla (2018)
  - Nominierung Best Original Soundtrack Premios Pávez 2018 (Talavera de la Reina, Spanien)

- Filmmusik für Sisterly (2017)
  - Best Original Music beim Oregon Documentary Film Festival 2017 (Oregon, USA)
  - Nominierung October Award Best Original Song beim Queen Palm International Film Festival 2018 (Palm Springs, USA)

- 2015: Filmmusik für Our Father
  - LAIFF February Award Best Original Score (Los Angeles Independent Film Festival)[7]